# Peugeot Type 35
Le Peugeot type 35 est un utilitaire Peugeot, alors appelé Peugeot Frères, conçus par Armand Peugeot.